# Monkel Oor
Monkel Oor is een personage uit de Bommelsaga van Marten Toonder. Monkel Oor behoort, net als Kwetal en Pee Pastinakel, tot het Kleine Volkje. 
Monkel Oor heeft als enige leren lezen. Hij is  al 50 jaar bezig het woordenboek tot zich te nemen en is reeds bij de letter 'U' beland.

## Voorkomen
Monkel Oor komt voor het eerst voor in De wisselschat (1965). Kwetal zal als tegenprestatie voor Bommel een "schat" maken. Kwetal weet niet precies wat bedoeld wordt en vraagt de raad van Monkel Oor. Het woord "schat" heeft echter vele betekenissen, zoals blijkt bij oplezen van het woordenboek, want een schat is voor de één dit en voor de ander dat.  
Monkel Oor heeft, als hij het woordenboek leest, soms last van migraine en Kwetal heeft daartegen wat vermisool bij zich in zijn ransel. In De uitvalsels (1978) is Kwetal erg blij met de nootmuskaat die hij van Bommel kreeg en hij levert als tegenprestatie heer Bommel vermisool en een kerewerende kaatselaar.